# World Games 2025/Bogenschießen
Bei den World Games 2025 in Chengdu wurden vom 7. bis 16. August 7 Wettbewerbe im Bogenschießen ausgetragen. Austragungsort war der Qinglong Lake Park.

## Bilanz

### Medaillenspiegel
| Platz  | Land               | Gold | Silber | Bronze | Gesamt |
| ------ | ------------------ | ---- | ------ | ------ | ------ |
| 1      | Italien            | 2    | 2      | 1      | 5      |
| 2      | Mexiko             | 1    | 1      | –      | 2      |
| 3      | Niederlande        | 1    | –      | 1      | 2      |
| 4      | Dänemark           | 1    | –      | –      | 1      |
| 4      | Frankreich         | 1    | –      | –      | 1      |
| 4      | Slowakei           | 1    | –      | –      | 1      |
| 7      | Vereinigte Staaten | –    | 1      | 2      | 3      |
| 8      | Estland            | –    | 1      | 1      | 2      |
| 9      | Australien         | –    | 1      | –      | 1      |
| 9      | Großbritannien     | –    | 1      | –      | 1      |
| 11     | Indien             | –    | –      | 1      | 1      |
| 11     | Spanien            | –    | –      | 1      | 1      |
| Gesamt | Gesamt             | 7    | 7      | 7      | 21     |

### Medaillengewinner
Männer
| Disziplin                     | Gold                  | Silber                  | Bronze              |
| ----------------------------- | --------------------- | ----------------------- | ------------------- |
| Feldbogen – Blankbogen        | Simone Barbieri (ITA) | Simon Fairweather (AUS) | Cesar Vera (ESP)    |
| Feldbogen – Recurvebogen      | Matteo Borsani (ITA)  | Patrick Huston (GBR)    | Willem Bakker (NED) |
| Target – Compoundbogen Einzel | Mike Schloesser (NED) | Curtis Broadnax (USA)   | Rishabh Yadav (IND) |

Frauen
| Disziplin                     | Gold                   | Silber                  | Bronze                     |
| ----------------------------- | ---------------------- | ----------------------- | -------------------------- |
| Feldbogen – Blankbogen        | Alicia Baumert (FRA)   | Cinzia Noziglia (ITA)   | Fawn Girard (USA)          |
| Feldbogen – Recurvebogen      | Denisa Baránková (SVK) | Chiara Rebagliati (ITA) | Roberta Di Francesco (ITA) |
| Target – Compoundbogen Einzel | Andrea Becerra (MEX)   | Lisell Jäätma (EST)     | Meeri-Marita Paas (EST)    |

Mixed
| Disziplin                         | Gold                                      | Silber                                  | Bronze                              |
| --------------------------------- | ----------------------------------------- | --------------------------------------- | ----------------------------------- |
| Target – Compoundbogen Mannschaft | Sofie Marcussen / Mathias Fullerton (DEN) | Andrea Becerra / Sebastián García (MEX) | Alexis Ruiz / Curtis Broadnax (USA) |